# Hutchinsonia glabrescens
Hutchinsonia glabrescens är en måreväxtart som beskrevs av Robyns. Hutchinsonia glabrescens ingår i släktet Hutchinsonia och familjen måreväxter.
Artens utbredningsområde är Liberia. Inga underarter finns listade i Catalogue of Life.